# Terrion Arnold
Terrion Arnold (* 22. März 2003 in Tallahassee, Florida) ist ein US-amerikanischer American-Football-Spieler auf der Position des Cornerbacks. Er spielte College Football für die Alabama Crimson Tide der University of Alabama und wurde in der ersten Runde des NFL Draft 2024 von den Detroit Lions ausgewählt.

## Frühe Karriere
Arnold wurde in Floridas Hauptstadt Tallahassee geboren, wo er auch aufwuchs. Zunächst besuchte er die Florida State University High School, ehe er für sein drittes Highschooljahr an die John Paul II Catholic High School in seiner Geburtsstadt wechselte, an der er in der Football-, Basketball- und Leichtathletikmannschaft aktiv war. In der Footballmannschaft wurde er auf verschiedenen Positionen in der Offense und Defense eingesetzt, zumeist als Wide Receiver und als Safety. Dort konnte er direkt in seinem ersten Jahr an der neuen Highschool offensiv acht Touchdowns sowie defensiv 103 Tackles und eine Interception verzeichnen, in seinem letzten Highschooljahr 49 Tackles und vier Interceptions, von denen er zwei direkt in einen Touchdown umwandelte. Für seine starken Leistungen gewann er einen Defensive Player of the Year Award und galt als einer der besten Spieler seines Jahrgangs auf seiner Position.
Nach seinem Highschoolabschluss entschied Arnold sich, ein Stipendienangebot der University of Alabama aus Tuscaloosa, Alabama, anzunehmen. Dort kam er in seinem ersten Jahr jedoch nicht zum Einsatz und wurde geredshirted. In seinem zweiten Jahr avancierte er jedoch zu einem wichtigen Spieler in der Defense der Mannschaft. Hier wurde er zumeist als Cornerback eingesetzt. Insgesamt kam er für die Crimson Tide in 25 Spielen zum Einsatz und konnte dabei 108 Tackles, sechs Interceptions sowie einen Sack verzeichnen. Für seine guten Leistungen in der Saison 2023 wurde er ins First-Team All-American und Second-Team All-SEC der Associated Press gewählt. Auch mit seiner Mannschaft war er erfolgreich, so konnten sie 2022 den Sugar Bowl sowie 2023 die SEC gewinnen. Im Januar 2024 erklärte Arnold, dass er auf seine letzten Collegejahre verzichten und am NFL-Draft 2024 teilnehmen werde.